# Jean Walschaerts
Jean Walschaerts (né le 19 mai 1943 à Anvers) est un coureur cycliste belge. Il a notamment été champion du monde de poursuite amateur en 1963. Il a ensuite été professionnel en 1966 et 1967.

## Palmarès sur piste

### Championnats du monde
- Rocourt 1963
  -  Champion du monde de poursuite amateurs
- Paris 1964
  -  Médaillé d'argent de demi-fond

### Championnats nationaux
- Champion de Belgique derrière derny amateurs en 1965

## Palmarès sur route
- 1964
  - 3e de la Coupe Marcel Indekeu